# باول إس. فوكس
باول إس. فوكس (بالإنجليزية: Paul S. Fox)‏ هو مصمم إنتاجي أمريكي، ولد في 30 سبتمبر 1898 في مقاطعة شياوسي في الولايات المتحدة، وتوفي في 1 مايو 1972 في لوس أنجلوس في الولايات المتحدة.

## وصلات خارجية
- باول إس. فوكس على موقع IMDb (الإنجليزية)
- باول إس. فوكس على موقع أول موفي (الإنجليزية)
- باول إس. فوكس على موقع قاعدة بيانات الفيلم (الإنجليزية)